# 1750 Eckert
1750 Eckert è un asteroide areosecante appartenente al gruppo di Hungaria. Scoperto nel 1950, presenta un'orbita caratterizzata da un semiasse maggiore pari a 1,9264793 UA e da un'eccentricità di 0,1728256, inclinata di 19,08750° rispetto all'eclittica.
L'asteroide è dedicato all'astronomo statunitense Wallace John Eckert.